# Tàriq ibn Ziyad
Tàriq ibn Ziyad (àrab: طارق بن زياد, Ṭāriq ibn Ziyād) (m. ca. 720) fou un general amazic musulmà, governador de Tànger, mawla de Mussa ibn Nussayr, valí d'Ifríqiya i cap de les primeres tropes omeies que van conquerir el regne visigot de Toledo.
El comte visigot de Septa (Ceuta), el got Olban (els seus descendents portaven la nisba o nom d'al-Qutí, és a dir, 'el Got'), que governava sobre els amazics Gumara, vassalls dels visigots però que s'havien sotmès als musulmans, va fer de mitjancer per obtenir la col·laboració de Mussa ibn Nussayr a favor d'un bàndol en les lluites civils entre els dos partits que es disputaven la corona visigoda. El 710, va menar una expedició de tempteig a les costes andaluses, comanada per Tarif ibn Màlik, que va tornar sense entrebancs. Mussa sembla que va demanar opinió al califa al-Walid I, que li va ordenar no traspassar l'estret. Però l'esquer del tresor reial visigot va temptar Mussa. El 711 va ordenar a Tàriq sortir cap a Hispània.

## Desembarcament a Hispània
L'any 711, Tàriq va creuar l'estret i va desembarcar a la Bètica. Amb només quatre vaixells, van caler dies per traslladar les tropes. Tàriq va desembarcar suposadament en un lloc que va anomenar jàbal Tàriq ('muntanya de Tàriq'), avui Gibraltar. La base es va establir a Al-Jazira al-Khadrà (Algesires). El rei got Roderic, que sembla que estava en lluita contra els vascons i els nobles opositors a la part nord del regne, va sortir cap al sud. Sembla que nobles de la Bètica favorables a Àquila II van rebre Tàriq i els seus soldats, que eren tots amazics cristians i no produïen cap recel, però no és segur que ho fessin perquè fossin aliats directes de la causa, sinó com a aliats objectius. Les normes dels concilis de Toledo prohibien demanar ajuda a l'estranger per ocupar el poder. Roderic i Àquila van acordar una treva per combatre junts els nouvinguts. La situació de Tàriq va passar a ser compromesa. Cap dels dos partits el reconeixia com el seu aliat, sinó que, al contrari, unien les forces, i el deixaven amb el mar a l'esquena amb un exèrcit reduït de només set mil soldats. La base de Roderic estava a Còrdova. L'exèrcit d'Àquila sembla que estava cap a la zona de Cartago Nova. Tàriq va enviar un missatge al seu cap Mussa, que li va enviar cinc mil soldats més, tots amazics.

## La Batalla de Guadalete
Entre el 19 i el 26 de juliol del 711, a la llacuna de La Janda, va tenir lloc la batalla coneguda com a batalla de Guadalete: les primeres topades el 19 de juliol i després ja no van parar. Però els vitizians, seguidors d'Àquila, en un determinat moment, van deixar la batalla, i van provocar directament o indirecta la derrota de Roderic. Molts nobles van morir i fins i tot potser el mateix Roderic, encara que això no és segur. Tàriq va completar-ne aquesta victòria amb una segona a Écija, rematant la noblesa goda roderiquista (i sembla que també alguns vitizians que estaven allí).
Els reis, se sap que antigament s'emportaven el tresor a les batalles. No és probable, però, que Roderic portés el tresor reial al seu seguici. No obstant això, Tàriq devia pensar que el tresor anava amb ells i que se l'emportarien cap a Toledo, o bé sabia que estava allí. El mateix juliol del 711, Tàriq deixà els seus lloctinents en punts estratègics (Màlaga, Granada i Còrdova, aquesta última sota el comandament de Mughith ar-Rumi) i arribà a marxes forçades a Toledo. Allí se li obren les portes i es troba amb Oppas, germà del difunt rei Vítiza, possible senyal que Àquila ja havia estat proclamat rei a Toledo, on el clergat li era favorable, probablement un dia abans al saber-se la mort de Roderic. Se sap que l'arquebisbe Sindred, partidari de Roderic, va fugir cap a Roma, però es desconeix si per causa de la presa del poder pels vitizians o per por dels musulmans o per ambdues raons. A Toledo, Tàriq va trobar el tresor, però era difícil emportar-se'l, perquè les autoritats vitizianes de Toledo només estaven disposades a lliurar-ne una part com a pagament pels serveis prestats. Així doncs, Tàriq va decidir quedar-se a la capital del regne i esperar instruccions de Mussa ibn Nussayr. Allí tenia forces suficients per a no ser atacat dintre la ciutat i els vitizians no s'atrevien a trencar amb ell fins que el poder d'Àquila no estigués consolidat, i una ciutat emmurallada era difícil de prendre per mitjà d'un atac de l'exterior.

## L'avanç cap al nord
L'any següent, Mussa va passar l'estret amb divuit mil guerrers, i desfeta la resistència a Emèrita (Mèrida), on va emprar un any per al setge i la conquesta, va reunir-se amb Tàriq a Toledo l'estiu del 713, si és que abans no s'havien trobat ja. Durant aquest temps, Mussa no va estar quiet i va avançar cap a Astorga i Cantàbria sense trobar resistència. Després, Tàriq devia col·laborar en les expedicions que va fer Mussa cap a Saragossa, Tarragona, Pamplona i Galícia i se'ls troba a ambdós sortint a finals del 714 cap a Damasc per donar comptes al califa de la seva gestió. Varen arribar poc abans de la mort d'al-Walid I, Mussa va ser jutjat i sembla que Tàriq va servir d'acusació. La mort d'al-Walid I va aturar el procés. De Tàriq ja no se'n sap res més.